# Општина Озулуама де Маскарењас (Веракруз)
Озулуама де Маскарењас (шп. Ozuluama de Mascareñas) општина је у Мексику у савезној држави Веракруз. Општина се налази на надморској висини од 126 м.

## Становништво
Према подацима из 2010. у општини је живело 23276 становника.

### Хронологија
| Година       | 2000                  | 2005                  | 2010                  |
| ------------ | --------------------- | --------------------- | --------------------- |
| Становништво | 24394 (12587 / 11807) | 23190 (11876 / 11314) | 23276 (11937 / 11339) |

### Попис
| \| \| м \| \| \| ж \| \| 0—2 \| 541 \| \| \| 511 \| \| 3—5 \| 562 \| \| \| 582 \| \| 6—11 \| 1.315 \| \| \| 1.282 \| \| 12—14 \| 707 \| \| \| 629 \| \| 15—17 \| 693 \| \| \| 641 \| \| 18—24 \| 1.243 \| \| \| 1.191 \| \| 60+ \| 1.769 \| \| \| 1.520 \| \| Просек : \| 31,9 \| \| \| 31,5 \| |       |  |  |       |
| |       |  |  |       |
| | м     |  |  | ж     |
| 0—2 | 541   |  |  | 511   |
| 3—5 | 562   |  |  | 582   |
| 6—11 | 1.315 |  |  | 1.282 |
| 12—14 | 707   |  |  | 629   |
| 15—17 | 693   |  |  | 641   |
| 18—24 | 1.243 |  |  | 1.191 |
| 60+ | 1.769 |  |  | 1.520 |
| Просек : | 31,9  |  |  | 31,5  |

| #   | Индикатор                                                                                        | Вредност |
| --- | ------------------------------------------------------------------------------------------------ | -------- |
| 1   | Становништво од 0 до 2 године                                                                    | 1052     |
| 2   | Мушко становништво од 0 до 2 године                                                              | 541      |
| 3   | Женско становништво од 0 до 2 године                                                             | 511      |
| 4   | Становништво са 3 и више година                                                                  | 21979    |
| 5   | Мушко становништво са 3 и више година                                                            | 11274    |
| 6   | Женско становништво са 3 и више година                                                           | 10705    |
| 7   | Становништво са 5 и више година                                                                  | 21247    |
| 8   | Мушко становништво са 5 и више година                                                            | 10927    |
| 9   | Женско становништво са 5 и више година                                                           | 10320    |
| 10  | Становништво са 12 и више година                                                                 | 18238    |
| 11  | Мушко становништво са 12 и више година                                                           | 9397     |
| 12  | Женско становништво са 12 и више година                                                          | 8841     |
| 13  | Становништво са 15 и више година                                                                 | 16902    |
| 14  | Мушко становништво са 15 и више година                                                           | 8690     |
| 15  | Женско становништво са 15 и више година                                                          | 8212     |
| 16  | Становништво са 18 и више година                                                                 | 15568    |
| 17  | Мушко становништво са 18 и више година                                                           | 7997     |
| 18  | Женско становништво са 18 и више година                                                          | 7571     |
| 19  | Становништво од 3 до 5 година                                                                    | 1144     |
| 20  | Мушко становништво од 3 до 5 година                                                              | 562      |
| 21  | Женско становништво од 3 до 5 година                                                             | 582      |
| 22  | Становништво од 6 до 11 година                                                                   | 2597     |
| 23  | Мушко становништво од 6 до 11 година                                                             | 1315     |
| 24  | Женско становништво од 6 до 11 година                                                            | 1282     |
| 25  | Становништво од 8 до 14 година                                                                   | 3133     |
| 26  | Мушко становништво од 8 до 14 година                                                             | 1610     |
| 27  | Женско становништво од 8 до 14 година                                                            | 1523     |
| 28  | Становништво од 12 до 14 година                                                                  | 1336     |
| 29  | Мушко становништво од 12 до 14 година                                                            | 707      |
| 30  | Женско становништво од 12 до 14 година                                                           | 629      |
| 31  | Становништво од 15 до 17 година                                                                  | 1334     |
| 32  | Мушко становништво од 15 до 17 година                                                            | 693      |
| 33  | Женско становништво од 15 до 17 година                                                           | 641      |
| 34  | Становништво од 18 до 24 године                                                                  | 2434     |
| 35  | Мушко становништво од 18 до 24 године                                                            | 1243     |
| 36  | Женско становништво од 18 до 24 године                                                           | 1191     |
| 37  | Женско становништво од 15 до 49 година                                                           | 5610     |
| 38  | Становништво са 60 и више година                                                                 | 3289     |
| 39  | Мушко становништво са 60 и више година                                                           | 1769     |
| 40  | Женско становништво са 60 и више година                                                          | 1520     |
| 41  | Однос између мушкараца и жена                                                                    | 105.27   |
| 42  | Становништво од нуле до 14 година                                                                | 6129     |
| 43  | Становништво од 15 до 64 године                                                                  | 14544    |
| 44  | Становништво од 65 година и више                                                                 | 2358     |
| 45  | Просечан број деце                                                                               | 2.84     |
| 46  | Становништво рођено у ентитету                                                                   | 19106    |
| 47  | Мушко становништво рођено у ентитету                                                             | 9763     |
| 48  | Женско становништво рођено у ентитету                                                            | 9343     |
| 49  | Становништво рођено у другом ентитету                                                            | 3863     |
| 50  | Мушко становништво рођено у другом ентитету                                                      | 2018     |
| 51  | Женско становништво рођено у другом ентитету                                                     | 1845     |
| 52  | Становништво од 5 година и више резидентно у ентитету у јуну 2005. године                        | 20424    |
| 53  | Мушко становништво старосног доба од 5 година и више, резидентно у ентитету у јуну 2005. године  | 10487    |
| 54  | Женско становништво старосног доба од 5 и више година, резидентно у ентитету у јуну 2005. године | 9937     |
| 55  | Становништво од 5 година и више које је живело у другом ентитету у јуну 2005. године             | 695      |
| 56  | Мушко становништво старије од 5 година које је живело у другом ентитету у јуну 2005. године      | 359      |
| 57  | Женско становништво старије од 5 година које је живело у другом ентитету у јуну 2005. године     | 336      |
| 58  | Становништво од 3 године и више које говори аутохтони језик                                      | 278      |
| 59  | Мушко становништво старо 3 године и више које говори аутохтони језик                             | 142      |
| 60  | Женско становништво старо 3 године и више које говори аутохтони језик                            | 136      |
| 61  | Становништво од 3 године и више које говори аутохтони језик и не говори шпански језик            | 3        |
| 62  | Мушко становништво старо 3 године и више које говори аутохтони језик и не говори шпански         | 0        |
| 63  | Женско становништво старо 3 године и више које говори аутохтони језик и не говори шпански језик  | 3        |
| 64  | Становништво старо 3 године и више које говори аутохтони језик и шпански                         | 233      |
| 65  | Мушко становништво старо 3 године и више које говори аутохтони језик и шпански                   | 120      |
| 66  | Женско становништво старо 3 године и више које говори аутохтони језик и шпански                  | 113      |
| 67  | Становништво од 5 година и више које говори аутохтони језик                                      | 278      |
| 68  | Становништво од 5 година и више које говори аутохтони језик и не говори шпански језик            | 3        |
| 69  | Становништво од 5 година и више које говори аутохтони језик и говори шпански језик               | 233      |
| 70  | Становништво у домородачким домаћинствима                                                        | 658      |
| 71  | Становништво са ограничењима у активностима                                                      | 1594     |
| 72  | Становништво са ограниченим ходањем или кретањем, горе или доле                                  | 858      |
| 73  | Становници са ограничењима вида, чак и уз кориштење сочива                                       | 538      |
| 74  | Становништво са ограничењима говора, комуникације или конверзације                               | 142      |
| 75  | Становништво са ограниченим слухом                                                               | 175      |
| 76  | Становништво са ограничењима при одевању, купању или јелу                                        | 63       |
| 77  | Становништво са ограничењима у опажању или учењу једноставних ствари                             | 58       |
| 78  | Становништво са менталним ограничењима                                                           | 137      |
| 79  | Становништво без ограничења активности                                                           | 21344    |
| 80  | Становништво од 3 до 5 година које не похађа школу                                               | 499      |
| 81  | Мушко становништво од 3 до 5 година које не похађа школу                                         | 234      |
| 82  | Женско становништво од 3 до 5 година које не похађа школу                                        | 265      |
| 83  | Становништво од 6 до 11 година које не похађа школу                                              | 55       |
| 84  | Мушко становништво од 6 до 11 година које не похађа школу                                        | 31       |
| 85  | Женско становништво од 6 до 11 година које не похађа школу                                       | 24       |
| 86  | Становништво од 12 до 14 година које не похађа школу                                             | 120      |
| 87  | Мушко становништво од 12 до 14 година које не похађа школу                                       | 65       |
| 88  | Женско становништво од 12 до 14 година које не похађа школу                                      | 55       |
| 89  | Становништво од 15 до 17 година похађа школу                                                     | 878      |
| 90  | Мушко становништво од 15 до 17 година похађа школу                                               | 445      |
| 91  | Женско становништво између 15 и 17 година живота у школи                                         | 433      |
| 92  | Становништво од 18 до 24 године похађа школу                                                     | 448      |
| 93  | Мушко становништво од 18 до 24 године похађа школу                                               | 229      |
| 94  | Женско становништво од 18 до 24 године похађа школу                                              | 219      |
| 95  | Становништво од 8 до 14 година које не може да чита и пише                                       | 100      |
| 96  | Мушко становништво старосног доба од 8 до 14 година које не може да чита и пише                  | 67       |
| 97  | Женско становништво старосног доби од 8 до 14 година које не може да чита и пише                 | 33       |
| 98  | Становништво од 15 година и више које је неписмено                                               | 1944     |
| 99  | Мушко становништво од 15 година и више које је неписмено                                         | 891      |
| 100 | Женско становништво од 15 година и више које је неписмено                                        | 1053     |
| 101 | Становништво старо 15 и више година без школовања                                                | 1862     |
| 102 | Мушко становништво старо 15 и више година без школовања                                          | 875      |
| 103 | Женско становништво старо 15 и више година без школовања                                         | 987      |
| 104 | Становништво старосног доба 15 и више година са непотпуним основним образовањем                  | 4626     |
| 105 | Мушко становништво старосног доба од 15 година и више са непотпуном основним образовањем         | 2456     |
| 106 | Женско становништво старосног доба 15 и више година са непотпуном основним образовањем           | 2170     |
| 107 | Становништво старо 15 и више година са комплетним основним образовањем                           | 3679     |
| 108 | Мушко становништво старо 15 година и више са комплетним основним образовањем                     | 1784     |
| 109 | Женско становништво старо 15 и више година са комплетним основним образовањем                    | 1895     |
| 110 | Становништво старосног доба 15 и више година са непотпуним средњим образовањем                   | 779      |
| 111 | Мушко становништво старосног доба од 15 година и више са непотпуним средњим образовањем          | 425      |
| 112 | Женско становништво старосног доба од 15 година и више са непотпуним средњим образовањем         | 354      |
| 113 | Становништво старо 15 и више година са пуним секундарном образовањем                             | 3187     |
| 114 | Мушко становништво старосног доба од 15 година и више са пуним секундарном образовањем           | 1757     |
| 115 | Женско становништво старосног доба од 15 година и више са пуним секундарном образовањем          | 1430     |
| 116 | Становништво старије од 18 година са постосновним образовањем                                    | 2316     |
| 117 | Мушко становништво старије од 18 година са постосновним образовањем                              | 1182     |
| 118 | Женско становништво старије од 18 година са постосновним образовањем                             | 1134     |
| 119 | Просечна оцена школовања                                                                         | 6.16     |
| 120 | Просечан ниво образовања мушке популације                                                        | 6.22     |
| 121 | Просечан ниво образовања женског становништва                                                    | 6.1      |
| 122 | Економски активно становништво                                                                   | 8608     |
| 123 | Економски активна мушка популација                                                               | 7323     |
| 124 | Економски активна женска популација                                                              | 1285     |
| 125 | Становништво које није економски активно                                                         | 9515     |
| 126 | Мушко становништво које није економски активно                                                   | 2004     |
| 127 | Женско становништво које није економски активно                                                  | 7511     |
| 128 | Запослено становништво                                                                           | 8408     |
| 129 | Запослено мушко становништво                                                                     | 7136     |
| 130 | Запослено женско становништво                                                                    | 1272     |
| 131 | Незапослена популација                                                                           | 200      |
| 132 | Незапослена мушка популација                                                                     | 187      |
| 133 | Незапослена женска популација                                                                    | 13       |
| 134 | Становништво без права на здравствене услуге                                                     | 6719     |
| 135 | Становништво које има право на здравствене услуге                                                | 16282    |
| 136 | Становништво које има право на ИМСС                                                              | 2370     |
| 137 | Становништво које има право на социјално осигурање                                               | 883      |
| 138 | Становништво које има право на државно социјално осигурање                                       | 17       |
| 139 | Становништво које има право на опште осигурање или здравствено осигурање за нову генерацију      | 12600    |
| 140 | Становништво које је било једном или није било у браку током 12 година и више                    | 5734     |
| 141 | Венчано или уједињено становништво од 12 година и више                                           | 10969    |
| 142 | Становништво које је било у браку или уједињено 12 година и више                                 | 1509     |
| 143 | Становништво са католичком религијом                                                             | 18885    |
| 144 | Протестанти, еванђелисти и библијски следбеници различити од еванђелиста                         | 2967     |
| 145 | Становништво са другим религијама различитим од претходних                                       | 13       |
| 146 | Становништво без религије                                                                        | 1006     |
| 147 | Укупно пописаних домаћинства                                                                     | 6261     |
| 148 | Пописна домаћинства на челу са мушкарцима                                                        | 5301     |
| 149 | Пописна домаћинства на челу са женама                                                            | 960      |
| 150 | Становништво у пописним домаћинствима                                                            | 22971    |
| 151 | Становништво у пописним домаћинствима на челу са мушкарцима                                      | 19999    |
| 152 | Становништво у пописним домаћинствима на челу са женама                                          | 2972     |
| 153 | Укупно домаћинстава                                                                              | 7721     |
| 154 | Укупно насељених домаћинстава                                                                    | 6342     |
| 155 | Укупно приватних кућа                                                                            | 7640     |
| 156 | Насељени приватни домови                                                                         | 6261     |
| 157 | Укупно насељених приватних кућа                                                                  | 6341     |
| 158 | Ненасељене приватне куће                                                                         | 833      |
| 159 | Појединачна домаћинства за привремену употребу                                                   | 546      |
| 160 | Становници у насељеним приватним кућама                                                          | 22971    |
| 161 | Насељеност станара у приватним становима                                                         | 3.67     |
| 162 | Просечно становника по соби у приватним насељеним домаћинствима                                  | 1.16     |
| 163 | Појединачна домаћинства са подовима од различитих материјала од земље                            | 4542     |
| 164 | Појединачна домаћинства у приземљу                                                               | 1703     |
| 165 | Појединачна домаћинства са једном спаваћом собом                                                 | 2628     |
| 166 | Појединачна домаћинства са две спаваће собе и више                                               | 3619     |
| 167 | Појединачна домаћинства са једним собом                                                          | 455      |
| 168 | Појединачна домаћинства са две собе                                                              | 1576     |
| 169 | Појединачна домаћинства са 3 собе и више                                                         | 4214     |
| 170 | Појединачна домаћинства која имају електрично светло                                             | 5467     |
| 171 | Појединачна домаћинства која немају електрично светло                                            | 783      |
| 172 | Појединачна домаћинства која имају водоводну воду у стамбеном простору                           | 3479     |
| 173 | Појединачна домаћинства која немају водоводну воду у стамбеном простору                          | 2765     |
| 174 | Појединачна домаћинства која имају тоалет                                                        | 6022     |
| 175 | Појединачна домаћинства која имају канализацију                                                  | 3745     |
| 176 | Појединачна домаћинства која немају канализацију                                                 | 2483     |
| 177 | Појединачна домаћинства која имају електрично светло, довод воде из јавне мреже и канализацију   | 2372     |
| 178 | Појединачна домаћинства без икаквих услова                                                       | 244      |
| 179 | Појединачна домаћинства која имају радио                                                         | 4431     |
| 180 | Појединачна домаћинства која имају телевизор                                                     | 5171     |
| 181 | Појединачна домаћинства која имају фрижидер                                                      | 4347     |
| 182 | Појединачна домаћинства која имају машину за веш                                                 | 3522     |
| 183 | Појединачна домаћинства која имају аутомобил или комби                                           | 1977     |
| 184 | Појединачна домаћинства која имају рачунар                                                       | 343      |
| 185 | Појединачна домаћинства која имају фиксну телефонску линију                                      | 1082     |
| 186 | Појединачна домаћинства која имају мобилни телефон                                               | 4040     |
| 187 | Појединачна домаћинства која имају приступ интернету                                             | 174      |